# Кёрк, Лола
Ло́ла Клементи́н Кёрк (англ. Lola Kirke) — англо-американская актриса и автор-исполнитель. Кёрк родилась в Лондоне, но в пятилетнем возрасте переехала с семьей в Нью-Йорк. Её мать — владелица бутика винтажной одежды Geminola, а отец — Саймон Кёрк, бывший барабанщик из рок-группы. У Лолы две сестры — Джемайма Кёрк, актриса и Домино, певица. В 2012 году она окончила Бард-Колледж и в следующем году появилась в фильме «Редкие цветы», а также дебютировала на телевидении в эпизоде «Закон и порядок: Специальный корпус».
В 2014 году Кёрк начала исполнять одну из главных ролей в сериале Amazon «Моцарт в джунглях», за которую она получила похвалу от критиков. Также в 2014 году она появилась с небольшой ролью в фильме «Исчезнувшая», а затем получила существенные роли в фильмах «Госпожа Америка» с Гретой Гервиг и «Падшие».

## Фильмография
| Год       | Русское название                          | Оригинальное название                        | Роль         | Примечания                |
| --------- | ----------------------------------------- | -------------------------------------------- | ------------ | ------------------------- |
| 2010      | Захват Флага                              | Capture the Flag                             | Тесса Шанлиг |                           |
| 2010      | Лучший мужчина                            | The Best Man                                 | Анабель      |                           |
| 2011      | Родственнички                             | Another Happy Day                            | Чарли        |                           |
| 2013      | Редкие цветы                              | Flores Raras                                 | Маргарет     |                           |
| 2013      | Закон и порядок: Специальный корпус       | Law & Order: Special Victims Unit            | Габби Шоу    | Эпизод: «Traumatic Wound» |
| 2014      | Оставленные                               | The Leftovers                                | Хейли        | Пилотный эпизод           |
| 2014      | Освободите соски                          | Free the Nipple                              | Лив          |                           |
| 2014      | Исчезнувшая                               | Gone Girl                                    | Грета        |                           |
| 2014      | Геомант                                   | Geomancer                                    | Кор Чайльд   |                           |
| 2014—2018 | Моцарт в джунглях                         | Mozart in the Jungle                         | Хейли        | Регулярная роль           |
| 2015      | Госпожа Америка                           | Mistress America                             | Трэйси       |                           |
| 2016      | Падшие                                    | Fallen                                       | Пенн         |                           |
| 2016      | В самоволке                               | AWOL                                         | Джои         |                           |
| 2017      | Близнецы                                  | Gemini                                       | Джилл ЛаБью  |                           |
| 2017      | Мена                                      | Mena                                         |              |                           |
| 2018      | Не вместе                                 | Untogether                                   | Тара         |                           |
| 2019      | Страна грёз                               | Dreamland                                    | Фиби Эванс   | голос                     |
| 2019      | Американка                                | American woman                               | Ивонн        |                           |
| 2020      | Пропавшие девушки                         | Lost Girls                                   | Ким          |                           |
| 2022      | Время побеждать: Расцвет династии Лейкерс | Winning Time: The Rise of the Lakers Dynasty | Карен Уэст   | сериал, 2 эпизода         |
| 2025      | Грешники                                  | Sinners                                      |              |                           |

## Дискография
- EP (2016)
- Heart Head West (2018)